# Felix René Mari Ausems
Felix René Mari Ausems (1920 - 1993) was een Nederlandse  Engelandvaarder,  vlieger en tandarts.
Felix was het elfde kind van Dr Andreas Wilhelmus Ausems, een bekende gynaecoloog uit Utrecht. Zijn ouders woonden in Huize Rovertsbrugge in Hilvarenbeek. Zijn moeder was Elisabeth van Avezaath (1880-1960); de eerste vrouw in Nederland die een auto-ongeluk had. Felix zat in Hilversum op school, ging naar de HBS in Utrecht en studeerde elektrotechniek in Delft. Tijdens zijn studie woonde hij bij zijn zuster To tegenover het Vredespaleis in Den Haag.

## Oorlogsjaren
Hij besloot naar Engeland te gaan. Hij verliet zijn land op 29 november 1941 en was in februari 1942 in Bern. Vandaar ging hij samen met Coos Welleman naar Frankrijk om te proberen een visum voor Spanje te krijgen. Toen dat mislukte, ging hij terug naar Zwitserland. Hij kwam op 18 mei weer in Bern en woonde enkele maanden in Genève. In die periode noemde hij zichzelf René. Daarna stak hij illegaal de grens naar Frankrijk over. In Frankrijk werd hij gearresteerd en werd een dag gevangen gehouden in Sainte-Marie-de-Campan, aan de voet van de Pyreneeën. Met een gids stak hij de Pyreneeën over.  
Toen hij eindelijk in Barcelona was, stuurde hij op 5 december 1942 een telegram naar zijn zwager in Nederland. De familie begreep dat hij daar goed was aangekomen. Met de Argentijnse Marques de Comillas voer hij naar Jamaica en daarna naar New York, waar zijn zuster To in het Waldorf-Astoria Hotel woonde.
In Canada kwam hij bij de Prinses Irene Brigade in Stratford. Hij deed een pilotenopleiding bij de Royal Canadian Air Force (RCAF), maar hij was kleurenblind en werd instructeur. In 1944 was hij in Londen.

## Na de oorlog
Na de oorlog bleef hij bij de luchtmacht. Op 23 augustus 1947 kreeg hij eervol ontslag. Daarna deed hij een verkorte opleiding tandheelkunde. Hij werd tandarts in Venlo en later in Geleen. In 1950 trouwde hij met Riet van den Berg. Ze kregen zes kinderen die in Geleen opgroeiden. Vier van hen werden ook tandarts, de anderen werden ingenieur en gezondheidswetenschapper. Drie van zijn kleinkinderen werden ook tandarts.
Felix Ausems overleed op 25 juli 1993; zijn weduwe bleef in Geleen wonen.